# Вичаз-Хрошчанский, Павол
Па́вол Ви́чаз-Хро́шчанский, немецкий вариант — Пауль Леманн (в.-луж. Pawoł Wićaz-Chróšćanski, нем. Paul Lehmann, 14 января 1901 года, деревня Хросчицы, Лужица, Германия — 12 июня 1933 года, Теплице, Чехословакия) — серболужицкий общественный деятель, редактор и поэт.
Родился в 1901 году в семье рабочего каменоломни в серболужицкой деревне Хросчицы. После окончания средней школы работал в течение девяти лет наёмным сельскохозяйственным рабочим. В 1924 году окончил курс польского Народного университета, с 1925 по 1927 года обучался в сельскохозяйственной школе в чешской деревне Куклены. В 1925, 1927—1928 годах — редактор лужицкого журнала «Serbski Hospodar».
В 1930 году вступил в монашеский орден миссионеров Пресвятого Сердца Иисуса. В 1931 году изучал теологию в Праге. Будучи студентом, принимал участие в деятельности серболужицкого студенческого братства «Сербовка». В 1932 году из-за лёгочной болезни возвратился на родину. В 1933 году проходил лечение в чешском городе Теплице, где скоропостижно скончался в 1933 году.
Публиковал свои стихотворные произведения в серболужицкой периодической печати «Serbski Student», «Serbske Nowiny», «Katolski Posoł», «Krajan», «Łužica». Написал несколько пьес «Bernadeta Lourdeska», «Aleksius», «Wićazec kubło».